# Episodi di Nikita (serie televisiva 2010) (seconda stagione)
La seconda stagione della serie televisiva Nikita è stata trasmessa in prima visione assoluta negli Stati Uniti d'America da The CW dal 23 settembre 2011 al 18 gennaio 2012.
In Italia la stagione è stata trasmessa in prima visione da Steel, canale a pagamento della piattaforma Mediaset Premium, dal 3 marzo al 4 agosto 2012, mentre in chiaro è trasmessa da Italia 1 dall'11 marzo 2013.
| n° | Titolo originale | Titolo italiano          | Prima TV USA      | Prima TV Italia |
| -- | ---------------- | ------------------------ | ----------------- | --------------- |
| 1  | Game Change      | Operazione Game Change   | 23 settembre 2011 | 3 marzo 2012    |
| 2  | Falling Ash      | Operazione Falling Ash   | 30 settembre 2011 | 10 marzo 2012   |
| 3  | Knightfall       | La caduta del guerriero  | 7 ottobre 2011    | 17 marzo 2012   |
| 4  | Partners         | Nel mirino               | 14 ottobre 2011   | 24 marzo 2012   |
| 5  | Looking Glass    | Operazione Looking Glass | 21 ottobre 2011   | 4 aprile 2012   |
| 6  | 343 Walnut Lane  | 343 Walnut Lane          | 28 ottobre 2011   | 7 aprile 2012   |
| 7  | Clawback         | Recupero                 | 4 novembre 2011   | 14 aprile 2012  |
| 8  | London Calling   | London Calling           | 11 novembre 2011  | 21 aprile 2012  |
| 9  | Fair Trade       | Scambio alla pari        | 18 novembre 2011  | 28 aprile 2012  |
| 10 | Guardians        | Custodi                  | 2 dicembre 2011   | 5 maggio 2012   |
| 11 | Pale Fire        | Operazione Pale Fire     | 6 gennaio 2012    | 12 maggio 2012  |
| 12 | Sanctuary        | Sotto attacco            | 13 gennaio 2012   | 19 maggio 2012  |
| 13 | Clean Sweep      | Tabula rasa              | 3 febbraio 2012   | 26 maggio 2012  |
| 14 | Rogue            | Disertori                | 10 febbraio 2012  | 2 giugno 2012   |
| 15 | Origins          | Origini                  | 17 febbraio 2012  | 9 giugno 2012   |
| 16 | Doublecross      | Doppio gioco             | 16 marzo 2012     | 16 giugno 2012  |
| 17 | Arising          | Rinascita                | 23 marzo 2012     | 23 giugno 2012  |
| 18 | Power            | Potere                   | 30 marzo 2012     | 30 giugno 2012  |
| 19 | Wrath            | Furore                   | 20 aprile 2012    | 7 luglio 2012   |
| 20 | Shadow Walker    | Shadow Walker            | 27 aprile 2012    | 14 luglio 2012  |
| 21 | Dead Drop        | Periferica uomo          | 4 maggio 2012     | 21 luglio 2012  |
| 22 | Crossbow         | Operazione Crossbow      | 11 maggio 2012    | 28 luglio 2012  |
| 23 | Homecoming       | Il ritorno               | 18 maggio 2012    | 4 agosto 2012   |

## Operazione Game Change
- Titolo originale: Game Change
- Diretto da: Danny Cannon
- Scritto da: Craig Silverstein

### Trama
Nikita si reca nella drogheria Harbor Meats e, attraverso una password scovata nella scatola nera di Percy, riesce a penetrare nella bisca clandestina allestita nei sotterranei per incontrare un misterioso uomo della mafia russa: quest'ultimo, insospettitosi dalla sua presenza la rinchiude allora in una cella per interrogarla ma Nikita riesce a liberarsi e a scappare in moto con i suoi soldi attraverso la parete fatta esplodere da Michael. Così, mentre i due complottano per abbattere sia la Divisione che il comitato di Supervisione anche se si trovano in disaccordo sul metodo da seguire (l'una vorrebbe restituire loro la scatola nera distrutta per non peggiorare lo status quo mentre l'altro vorrebbe continuare a sabotarli usando il contenuto della scatola nera per impedire loro di fare ulteriori danni), Alex viene inviata sul posto dalla Divisione travestita da poliziotta e scopre ben presto, dopo aver neutralizzato l'uomo e il suo bodyguard, grazie a un cellulare simile al suo che Nikita l'ha preceduta.
Amanda, che è ora a capo della Divisione, rinnova allora ad Alex la proposta di aiutarla a recuperare la scatola nera in cambio del supporto dell'agenzia per eliminare il potente assassino di suo padre ora a capo della Zetrov: tuttavia le due donne entrano presto in contrasto con un nuovo agente di nome Sean Pierce, incaricato direttamente dalla Supervisione di controllare l'operato di Amanda all'interno dell'agenzia, il quale considera la benevola neutralità di Alex alla stregua di un doppiogioco del quale sarebbe meglio non fidarsi.
Nel frattempo, dalla stanza del motel a nord di Queensbury (NY State) in cui si sono rifugiati, Nikita e Michael danno il via all'Operazione Game Change: dalla scatola nera riescono infatti a capire che un'ingente somma di dollari destinati dal Congresso alla ricostruzione postbellica dell'Iraq sarebbe stata rubata otto anni prima a Bassora non da terroristi (come sostenuto attraverso canali ufficiali) ma bensì da una squadra d'assalto della Divisione guidata da Roan. Avendo successivamente incolpato il capitano Anthony Merrick, incaricato delle indagini dal Pentagono, di un omicidio in Iraq mai commesso nel momento in cuì scoprì una traccia reale che indicasse un depistaggio, Nikita e Michael vogliono salvarlo dalle grinfie della Divisione e riescono così a farlo evadere dal carcere militare in cui si trova allo scopo di risalire alle prove che egli nascose prima di essere arrestato. Alla Divisione intanto Amanda è sempre più sotto pressione e decide di usare per ritrovare l'evaso sia il suo vecchio capo Percy, che è stato rinchiuso dalla Supervisione per condotta sconsiderata in una cella speciale installata nei sotterranei e che medita vendetta contro di loro, che Alex dicendole all'insaputa di Sean che sono riusciti a risalire all'esatta posizione dei tre fuggiaschi analizzando quel cellulare trovato nella bisca. Mentre Nikita e Michael decidono allora di salvare il figlio di Merrick Justin, minacciato di morte da Percy in cambio del suo silenzio, il piano di Alex per incastrarli va a monte quando interviene una squadra d'assalto della Divisione che la seguiva: in una situazione di difficoltà improvvisa Nikita e Michael ricevono però aiuto da Birkhoff che prima stermina la squadra con l'ausilio di due droni radiocomandati all'avanguardia e poi impedisce la fuga ai due (che infatti si risvegliano intontiti e stupiti a casa sua quando lui spiega loro che è diventato molto ricco prosciugando i conti bancari della Divisione e che li ha ritrovati attraverso uno speciale localizzatore inserito nella scatola nera all'epoca in cui dovette decrittarla). La Divisione si trova spiazzata ed emergono in modo sempre più repentino incomprensioni e reciproci sospetti tra Amanda, Sean e Alex riguardo al fallimento della missione di recupero e decidono così di giocare l'ultima carta: trovare Justin prima di Nikita e Michael.
Nikita da una parte e Alex con una squadra della Divisione dall'altra cercano allora di avvicinare il ragazzo durante una serata in un'esclusiva discoteca di Manhattan in cima a un palazzo, ma Alex arriva prima di Nikita nonostante il diversivo organizzato da Michael e Birkhoff (ovvero sintonizzarsi sulle frequenze satellitari dell'agenzia per impegnare tutte le risorse informatiche a loro disposizione nel tracciare il segnale e distrarre Amanda dal suo operato) e riesce a prenderlo in custodia: Nikita però lo salva in tempo e neutralizza rudemente Alex, invitandola però a riflettere sulle conseguenze delle sue azioni all'interno della Divisione. Per non compromettere l'unità di intenti e l'operato della Supervisione, uno dei suoi sei membri il generale Edward Adams (nome in codice criptato Ares), travolto dal peso delle responsabilità con la consegna delle prove di Merrick all'FBI, viene ritrovato morto suicida con addosso una nota nella quale ammette il suo pieno e diretto coinvolgimento mentre il capitano Merrick viene reintegrato a pieno titolo e si riappacifica con il figlio.
- Ascolti Italia: telespettatori 1 385 000 – share 7,18%

## Operazione Falling Ash
- Titolo originale: Falling Ash
- Diretto da: Eagle Egilsson
- Scritto da: Kalinda Vazquez

### Trama
In un'assolata giornata al parco di Simsbury (Connecticut), un gelataio di nome Darren Lancaster riceve un pacco con dentro una pistola mentre è intento a servire la clientela al chiosco e poi una telefonata che lo fa cadere in stato di trance: gli viene così improvvisamente ordinato di assassinare il senatore Charles Irving nel corso di un comizio per la fondazione del quale è membro, ma il ragazzo prima di poterlo colpire viene ucciso dagli uomini della scorta sotto gli occhi del padre che era venuto a trovarlo. Nel frattempo, Nikita chiede supporto finanziario a Birkhoff per poter organizzare un viaggio a Lisbona allo scopo di incontrare un informatore ma quando Michael arriva e racconta loro quanto accaduto le priorità cambiano: infatti essi scoprono che il tentato omicidio è il risultato di un vecchio programma di addestramento della Supervisione basato sull'ipnosi di inconsapevoli persone destinate a diventare dei killer (il P9), che venne distrutto dalla Divisione quando venne ritenuto un insuccesso con un raid sull'Eustice Compound diretto da Michael che apparentemente non lasciò superstiti (nome in codice Operazione Falling Ash).
Mentre alla Divisione Alex si dedica alla fisioterapia in seguito all scontro con Nikita e viene incaricata da Amanda di incontrare Percy per avere informazioni sulle questioni in sospeso riguardo al P9 (in cambio della consegna di un file riguardante Šemak e gli uomini più fidati del suo entourage), Nikita e Michael si recano alla struttura dell'edificio ridotto in cenere per neutralizzare i "dormienti" rimasti in vita e recuperare i documenti nascosti dall'ideatore del programma. Inaspettatamente essi incontrano l'ex custode Owen Elliott che spiega loro che fu lui durante l'incursione, su ordine di Percy, a salvare il dottor Joseph Mars da morte certa proprio per fargli creare nell'arco dei sei anni trascorsi e nel più assoluto segreto il regime al quale tutti i custodi delle scatole nere vennero sottoposti al fine di migliorare le loro prestazioni fisiche e mentali: per cui è vitale per lui ritrovarlo, farsi guarire dalla dipendenza e prendere i documenti contenuti nella cassaforte inserita nel pavimento dell'ufficio dato alle fiamme (ma come lui svaniti nel nulla). I 3 si presentano dunque alla serata di gala della fondazione nella quale presenzierà anche il senatore perché temono che possa essere nuovamente ucciso: mentre Nikita riesce a neutralizzare in tempo la giovane quanto ignara assassina appena riceve l'ordine via cellulare per poi rapirla e interrogarla, allo stesso tempo ritrova Alex la quale salva il senatore ma viene fermata e arrestata come presunta colpevole (per poi essere scarcerata da Sean).
Rientrati nella lussuosa villa di Birkhoff, Nikita viene a sapere da Alicia che era stata in cura presso la clinica Vory nella quale il dottore sotto falso nome applicava alle persone affette da disturbi dovuti a dipendenze un programma basato su sensori montati su speciali cuffie destinate a stimolare le onde cerebrali in ipnosi e cambiare così i cicli di informazioni dell'organo.
Nikita, Michael e Owen decidono allora di concentrare i loro sforzi su quella struttura per ritrovare il medico: Nikita prova allora a infiltrarsi facendosi passare per una disadattata in cerca di ricovero ma appena raggiunge le stanze con i vari pazienti e l'ufficio di Mars viene scoperta e catturata. Con l'aiuto di Birkhoff, incaricato di hackerare i sistemi di sorveglianza ma allo stesso tempo distratto dall'avvenenza e dagli stessi interessi di Alicia, Michael e Owen irrompono nell'edificio dall'ala sud-est e ingaggiano una sparatoria che lascia vivo solo il medico, il quale attiva però il programma per risvegliare improvvisamente le persone sotto terapia ridotte alla stregua di zombie (dunque anche Alicia che tramortisce Birkhoff e scappa da casa sua) ma rimane accidentalmente ucciso nel conflitto a fuoco. Mentre Owen ripulisce l'edificio dai vari corpi (tra cui quelli di alcuni killer venezuelani che erano assieme al medico) prima dell'arrivo della polizia, Nikita e Michael devono salvare il senatore per impedire che Birkhoff e Alicia vengano uccisi ma scoprono ben presto che in realtà l'obiettivo era un altro: la giudice Katherine Bridges (membro anch'essa della fondazione del senatore) che ha condannato una potente compagnia petrolifera venezuelana dal nome Petroleos Orinoco, incolpata di aver messo in piedi un cartello non autorizzato. Birkhoff però è arrivato prima di loro presso la casa della giudice a Greenwich ma quando tenta di convincerla, Alicia gli punta contro il fucile e spara contro la sua fuoriserie ma viene messa fuori combattimento da Nikita appena in tempo. L'episodio si conclude quando Owen racconta loro che ha trovato i file con le informazioni che cercava sulla cura chimica e viene a sapere da Birkhoff, che intanto ha creato un nuovo sistema informatico capace di incrociare e correlare automaticamente le notizie dal mondo con i dati contenuti nella scatola nera in loro possesso, la posizione degli ultimi custodi (ovvero Johannesburg, Tokyo e Rio de Janeiro), senza però dir loro che è segretamente in contatto con Ari Tasarov, il capo della Gogol alle dipendenze della Zetrov, per avere il necessario supporto logistico e finanziario in cambio del ritrovamento e distruzione delle varie scatole nere ancora disperse e dell'uccisione di Percy.
- Ascolti Italia: telespettatori 792 000 – share 7,32%

## La caduta del guerriero
- Titolo originale: Knightfall
- Diretto da: Ken Fink
- Scritto da: Carlos Coto

### Trama
Il ministro dell'Energia a Québec City (Canada) viene assassinato da un killer in moto durante una cena con una escort presso un ristorante all'aperto e tale omicidio viene poi rivendicato in un videomessaggio dal terrorista Ramon Esquivel, anarchico idealista e presunto autore di molti attentati in tutto il mondo. Sei anni prima mentre si apprestava a uccidere un petroliere, l'uomo era stato catturato a Parigi da Nikita che, venendo meno ai propri ordini, lo aveva consegnato vivo alla Divisione e poi segretamente costretto da Percy a servire gli scopi dell'organizzazione una volta ridotto su una sedia a rotelle.
Per rintracciarlo, Michael si traveste così da cronista per entrare in contatto con Anisha Patelle, la giornalista che possiede l'esclusiva sui video di Ramon mentre nel frattempo Amanda chiama in conference call proprio Ramon per costringerlo a produrre un nuovo video nel quale avrebbe personalmente rivendicato un nuovo omicidio di copertura: Alex infatti avrebbe dovuto uccidere Anton Kočhenko, il capo delle relazioni esterne della Zetrov, durante l'inaugurazione per la costruzione di un impianto Zetrov sul fiume San Lorenzo concessa in partnership venture dal ministro ucciso in cambio di una grossa tangente (Operazione Greenhouse) che la Supervisione non vedeva di buon occhio.
La giornalista viene sedotta da Michael ma questa già conosceva la sua identità in quanto agente sotto copertura della Divisione incaricata di proteggere e fornire interfaccia a Ramon e, quando chiama la Divisione dopo averlo messo fuori combattimento per far sapere che la sua missione non è compromessa, viene intercettata da Birkhoff e neutralizzata da Nikita.
Michael e Nikita partono allora per la Colombia per catturarlo dopo aver saputo che Ramon si trova in un rifugio segreto della Divisione a Monte de Concepcíon: mentre Michael trova il modo di violarne la sicurezza dal circuito esterno posto in una condotta dell'aria sotto l'edificio, Nikita lo trova in salotto e scopre che non poteva essere lui a compiere gli attentati per via del suo evidente handicap fisico. Le cose si complicano quando Ramon prova a scappare con il suo pick-up in mezzo alla giungla inseguito da Nikita e Michael si ritrova intrappolato in una stanza blindata per sfuggire alle guardie in arrivo, anche perché Amanda viene a sapere del loro arrivo in Colombia e ordina a Sonya di inserirsi nel circuito con un disturbatore di frequenza per isolare Birkhoff: propone in tal modo a Nikita uno scambio, ovvero salvare la vita di Michael (tenuto sotto tiro da un Predator armato di missili Hellfire) se uccide Ramon per eliminare ogni prova del coinvolgimento della Divisione nell'omicidio Kočhenko.
Intanto Alex medita vendetta nei confronti dell'uomo che ha tradito suo padre, riesce a infiltrarsi come fotografa all'evento e si posiziona con un fucile di precisione in cima all'edificio di fronte al palco attendendo l'ordine di Amanda per colpire; Nikita offre allora a Ramon la possibilità di uccidersi in cambio del codice segreto che attiva la linea telefonica e il passaggio sotterraneo all'interno del bunker, riuscendo ad avvertire dell'imminente pericolo Michael che sopravvive per un soffio all'esplosione dell'intera struttura. Amanda si trova costretta di conseguenza ad annullare l'attentato perché la copertura di Ramon è bruciata nel momento in cui egli non ha inviato loro il videomessaggio ma Alex agisce per conto suo e uccide l'uomo disattendendo gli ordini ricevuti e mettendo in serio pericolo le future attività dell'organizzazione.
- Ascolti Italia: telespettatori 1 051 000 – share 9,93%

## Nel mirino
- Titolo originale: Partners
- Diretto da: Dermott Downs
- Scritto da: Kristen Reidel

### Trama
Kelly, un'ex agente della Divisione data per morta ormai da 4 anni, riesce a evadere da un carcere di Van (Turchia) e poi a fuggire con un furgoncino della polizia appena viene rintracciata: anche Nikita pensava che fosse deceduta e perciò si sente responsabile della sua prigionia nella convinzione che se la sarebbe cavata perché era con lei nella sua ultima missione sul confine turco-armeno (Operazione Broken Eagle) quando decise di disertare dalla Divisione fingendo con un abile stratagemma di essere uccisa. Nel frattempo, mentre Nikita convince Michael ad aiutarla a uscire dal Paese, Alex viene redarguita da Amanda per l'omicidio di Kočhenko ma le offre una seconda possibilità e la invia in Turchia assieme a Roan per ucciderla. Tracciando i suoi spostamenti, la Divisione scopre che si sta spostando verso ovest nella direzione di Ankara dove quattro anni prima l'organizzazione creò una base logistica d'appoggio ma Nikita e Michael arrivano prima di loro e chiedono alla ragazza di presentarsi quella notte al Gençlik Park per poterle fornire le spiegazioni che cerca e farle passare il confine insieme a loro (devono però creare un diversivo all'arrivo della polizia e così, mentre le due donne rubano una volante, Michael si fa inseguire in altra direzione per depistare anche la Divisione). Nikita e Kelly si ritrovano così nell'area bagagli della stazione ferroviaria di Eskisehir dove, travestite da turiste un po' eccentriche, riescono a salire su un treno per raggiungere il porto di Istanbul mentre Michael abbandona l'auto e ruba un furgoncino blu. Birkhoff avverte in tempo Nikita e Kelly che Alex e Roan le hanno intercettate e, dopo una breve colluttazione con loro, saltano giù dal treno scappando per i campi fino a un ristorante distante cinque chilometri.
Parallelamente a tale vicenda, Šemak chiede ad Ari Tasarov e al capo scorta di Kočhenko informazioni riguardanti le circostanze della sua morte e, dopo aver ucciso quest'ultimo per la sua inettitudine, incarica Tasarov di indagare sull'accaduto e far sparire la scatola nera di Percy (ovvero la prova del suo diretto coinvolgimento nell'assassinio di Udinov) in cambio di una quota partecipativa nella Zetrov che egli però ha sempre negato alla Supervisione.
Una volta entrata nel locale fingendo di dover andare in bagno, Kelly ruba un cellulare a un'ignara cliente e contatta Tasarov per avere nuove istruzioni riguardo all'arrivo della Divisione: quest'ultimo, una volta saputo da un uomo della sicurezza di Kočhenko che la finta fotografa con la quale aveva preso contatto era in realtà Alex, le ordina di cambiare l'ordine delle priorità e dunque catturare Alex facendo da esca mentre una loro squadra sarebbe sopraggiunta in zona per darle una mano.
Nikita e Kelly rubano un'auto ma ben presto si fermano lungo la strada in mezzo a un bosco a causa di una gomma bucata mentre Roan e Alex sono sulle loro tracce tramite il cellulare che Kelly aveva in precedenza utilizzato e portato con sé: dopo aver avvertito Michael riguardo alla sua posizione, Nikita scopre proprio da quel cellulare che Kelly in realtà lavora per la Gogol (anche perché ha forato di proposito la gomma con un cacciavite) dal momento che Tasarov l'ha fatta evadere di prigione per farle recuperare la scatola nera di Percy. Dopo averla rinchiusa nel bagagliaio, Nikita cerca di fuggire dagli agenti della Gogol che l'hanno circondata, assieme a Roan e Alex, durante una sparatoria incrociata ma Kelly riesce a liberarsi e cattura Alex: solo l'intervento provvidenziale di Michael riesce allora a salvarle la vita dal momento che Nikita si trova a sua volta costretta a uccidere la sua vecchia partner alla Divisione. Quindi, mentre Amanda chiede consigli a Percy su come rintracciare i fedelissimi di Udinov per poter effettuare un cambio della guardia alla Zetrov in favore di Alex, quest'ultima decide di non seguire Nikita e Michael per portare a termine la sua missione e li fa fuggire per riconoscenza. Così, una volta tornata alla Divisione Amanda si congratula con lei per aver portato a termine la missione ma nel frattempo Šemak ordina a Tasarov di organizzare una squadra per uccidere Alex quando scopre la vera identità dell'assassina di Kočhenko.
- Guest star: Rob Stewart (Roan), Katheryn Winnick (Kelly)
- Ascolti Italia: telespettatori 1 791 000 – share 9,53%

## Operazione Looking Glass
- Titolo originale: Looking Glass
- Diretto da: Ken Girotti
- Scritto da: Albert Kim

### Trama
Sei anni dopo una sua missione per conto della Divisione in Bielorussia durante la quale doveva uccidere il Presidente Valerij Ovečkin con il compiacente aiuto di sua moglie, Michael decide appunto di salvare Cassandra quando il sosia del precedente dittatore decide di ribellarsi ai nuovi ordini della Divisione e di liberarsi fisicamente di tutti coloro che all'interno del suo establishment erano a conoscenza della sua vera identità facendoli passare per traditori: così anche Amanda decide di farlo fuori inviando Lisa nel Paese non appena Alex rifiuta l'incarico, ritenuto da lei di secondo piano rispetto alla sua vendetta personale. Nonostante la sua evidente gelosia, Nikita accetta di aiutare Michael assieme a Birkhoff e si presta a fare da intermediaria tra la donna e Michael nel corso di un'asta a Minsk presso Claridge's: ma, nel momento in cui si incontrano in una lussuosa suite, Michael scopre con sorpresa che con lei vi è anche suo figlio Max e che lei accetterà il suo piano di fuga solamente se il bambino potrà venire con lei. Nel frattempo alla Divisione, l'Operazione Call Shadow è compromessa quando Lisa viene presa in custodia dagli agenti di sicurezza bielorussi e portata in una vecchia fabbrica per essere brutalmente interrogata ma, contrariamente agli ordini di Amanda, Sean decide comunque di provare a salvarle la vita e riesce a convincere Alex a seguirlo: tuttavia Amanda fa in modo di eliminare indirettamente il suo agente solleticando la collera del Presidente e così Sean e Alex si ritrovano obbligati a doverlo uccidere nel corso di una cena di Stato, sfruttando la vecchia copertura di Lisa come interprete della delegazione tedesca per poterlo avvicinare (e durante la quale a sua insaputa anche Michael e Nikita si sarebbero infiltrati come personale di servizio). Michael incontra nuovamente Cassandra alla casa d'aste, nonostante lei sia pesantemente sorvegliata dal capo della sicurezza presidenziale Boris Volkov, per fargli sapere che suo "marito" non vuole che Max la segua durante il suo viaggio e dunque il piano originario viene modificato in modo tale da rapire il bambino dal palazzo presidenziale senza farsi notare dalle guardie, ma Max decide improvvisamente di non seguire Nikita vanificando tutti i loro sforzi.
Mentre Alex avvicina il Presidente alla cena di gala per indurlo, nel timore di un attentato, a lasciare la sala con l'auto presidenziale nella quale è stata piazzata una potente bomba da Sean, Nikita e Michael intanto ritentano la fuga assieme ai due ma a loro insaputa Cassandra e Max finiscono proprio su quell'auto blindata e quando Birkhoff se ne accorge sembra ormai troppo tardi ma Nikita riesce comunque a salvarli entrambi prima dell'esplosione. Il Presidente prende allora in ostaggio Alex quando si rende conto che la Divisione voleva eliminarlo ma Sean riesce a liberarla e lo toglie di mezzo una volta per tutte facendo ricadere poi la colpa del suo assassinio su Volkov, comunque già ucciso da Michael durante la precedente fuga. Alla fine però, quando Michael e Cassandra si ritrovano per l'ultima volta a dirsi addio augurando a lei di cambiare vita per avere un futuro migliore assieme al figlio, Nikita a ogni modo scopre che il padre del bambino è proprio Michael ma Cassandra la invita a desistere dal comunicargli tale segreto per evitare di mettere in pericolo la loro vita.
- Guest star: Helena Mattsson (Cassandra)
- Ascolti Italia: telespettatori 1 495 000 – share 7,85%

## 343 Walnut Lane
- Titolo originale: 343 Walnut Lane
- Diretto da: Nick Copus
- Scritto da: Andrew Colville

### Trama
Alex viene pedinata a sua insaputa da Roan fino a un confessionale all'interno di una chiesa di New York dove ha intenzione di chiedere a Nikita e Michael, attraverso una videocamera collegata al loro cellulare, tutte le informazioni su Šemak contenute nella scatola nera di Percy in modo tale da poter anticipare le mosse della Gogol che la vorrebbe morta. Una volta ritornati al rifugio, Birkhoff comunica però ad Alex che Percy le avrebbe mentito riguardo alle informazioni che desiderava e scopre anche, dalla cartella segreta di Nikita, un file contenente tutto il suo passato: ovvero che ha origini vietnamite da parte di madre e che suo padre, un ex membro della CIA dal nome in codice Rybat, sarebbe ancora vivo. Decisa a far luce sul perché venne abbandonata in tenera età da quest'ultimo, Nikita decide allora di indagare più a fondo e, assieme al suo compagno, si reca sotto copertura negli archivi dell'agenzia nel College Park (Maryland). Dopo aver messo fuori combattimento un funzionario e tre guardie, i due riescono a esfiltrare dalla struttura con in mano i fascicoli rubati di loro interesse sull'organico della CIA e si dirigono al 343 Walnut Lane dove vive appunto da fuggitivo il suo presunto padre, Richard Ellison: Nikita si intrufola nella casa, e dopo un breve scontro fisico, la situazione si normalizza grazie alla mediazione di Michael venendo poi a sapere che l'uomo venne coinvolto 9 anni dopo la fine della guerra in Vietnam nell'insabbiamento riguardo all'esistenza di molti prigionieri americani e che le alte sfere politiche, temendo un incidente diplomatico se avesse potuto parlare, fortunatamente non riuscirono a incastrarlo usando come espediente un presunto traffico di droga. Nel frattempo però la squadra Alfa della Divisione irrompe nella casetta ma, dopo una furiosa sparatoria, i tre riescono a fuggire dal giardino fino al gommone sulla spiaggia per poi arrivare sani e salvi al rifugio di Birkhoff (anche se Roan, abilissimo assassino-ripulitore, sembra non voler uccidere il padre di Nikita una volta inquadrato nel mirino del suo fucile di precisione).
Rientrata allora alla Divisione, Percy rivela ad Alex di averla inviata a completare una missione che lui stesso ideò sette anni prima ovvero una messinscena creata ad arte per "motivare" la recluta Nikita, utilizzando come risorsa pronta da essere impiegata in qualsiasi momento proprio l'agente operativo della Divisione esperto in operazioni psicologiche Richard Ellison!!! Prima che Alex possa avvertire Birkhoff del pericolo è già troppo tardi: sorpreso da Nikita in salotto intento a cercare la scatola nera di Percy da riconsegnare alla Divisione, lui prima continua a raccontarle la sua storia (ovvero che la madre era un'infermiera conosciuta sul campo e che alla morte di lei, tornò negli Stati Uniti per poi abbandonarla al suo destino) per indurla ancora a fidarsi di lui (infatti lei gli rivela inconsapevolmente il segreto di Michael riguardo a suo figlio Max) ma poi, una volta tramortito Birkhoff, viene fatto prigioniero da Nikita e Michael e rivela così la sua identità quando i due capiscono che addosso ha un segnalatore che ha attirato nella zona l'imponente squadra d'assalto della Divisione. L'unica speranza per uscirne vivi da quell'inferno di proiettili e vetri sembra allora il portatile di Birkhoff che comanda i suoi droni armati, e mentre fanno fuoco di copertura in cui Michael viene leggermente ferito, il genio informatico sacrifica la sua villa per terminare tutta la squadra tranne loro tre e sfortunatamente Roan: Nikita però, prima che i tre amici si dividano nuovamente, uccide la talpa a sangue freddo e in preda alla rabbia per via dell'informazione vitale di cui era a conoscenza ma trova finalmente il coraggio di rivelare a Michael che è il vero padre di Max. Intanto Percy ovviamente scopre che Alex lo ha tradito, avvertendo Nikita del pericolo, e tenta inutilmente di ricattarla di fronte ad Amanda offrendole l'opportunità di lavorare in segreto per lui in modo tale da farsi rivelare qualsiasi informazione egli necessiti per i suoi diabolici piani.
- Ascolti Italia: telespettatori 1 495 000 – share 7,85%

## Recupero
- Titolo originale: Clawback
- Diretto da: Eagle Egilsson
- Scritto da: Michael Brandon Guercio

### Trama
Amanda esegue l'ordine di un misterioso uomo d'affari inviando Roan a occuparsi di un certo Walter Bendavid, responsabile chimico della Brightling Pharmaceutical, così da permettergli di vendere tutte le azioni di quell'azienda: infatti, dopo essersi introdotto furtivamente in casa sua il killer della Divisione, sotto minaccia di una pistola, lo uccide mediante una potente scarica elettrica al petto che simula gli effetti di un infarto mentre faceva ginnastica sul tapis roulant. Dal carcere federale di Wallow Ridge in Virginia dov'è stato rinchiuso sotto massima sicurezza, l'ex analista della CIA Ryan Fletcher si accorge però, attraverso i notiziari mentre gioca a scacchi con un altro detenuto, che quello strano incidente non è stato una casualità fortuita e riesce dunque a ricollegarlo ad altri due fatti di cronaca apparentemente senza nesso comune che hanno attirato la sua attenzione nel recente passato (l'incendio doloso in una fabbrica in Irlanda e una sommossa provocata in una cittadella cinese per una fornitura d'acqua contaminata, ovvero le Operazioni Silent Cross e Grey Rain della Divisione): chiede così alla sua guardia carceraria Valdez di poter chiamare sua madre al telefono attivando il messaggio in codice necessario per chiedere in modo indiretto a Nikita di poterlo incontrare in prigione (nonostante anche Amanda sia in ascolto e stia per mandare una squadra sul posto per precederla sul tempo). Michael decide allora di sospendere i suoi propositi per andare a trovare a Londra Cassandra e Max e si reca assieme a Nikita all'incontro a distanza attraverso interposta persona da lei architettato per non farsi scoprire: Ryan, dal parlatoio, le comunica che ha scoperto il metodo mediante il quale la Supervisione riesce a finanziarsi, ovvero causando deliberatamente brusche variazioni a ribasso sul mercato azionario di Wall Street che non lasciano traccia se considerate separatamente e di cui poi beneficiano altre società e fondi d'investimento fantasma. Nel frattempo, Sean decide di chiedere ad Alex tutte le informazioni che non gli sono chiare riguardanti l'Operazione Passero (alla fine della prima stagione) in cui Ryan venne coinvolto anche perché sospetta che Amanda gli abbia deliberatamente mentito sulle responsabilità oggettive del prigioniero e sulla sua relazione con Nikita e mentre si trovano a passeggio di notte vengono assaliti da due killer della Gogol che cercano di uccidere Alex ma riescono a salvarsi uccidendone uno e catturando l'altro, cioè con grande stupore della ragazza il suo amico di infanzia Yuri Lavrov che la crede una traditrice.
Dal canto suo Birkhoff inizia le ricerche hackerando il database della SEC e scopre che attraverso una misteriosa società basata nel Delaware, la TransWorld Consortium, il membro dal nome in codice Mida della Supervisione (formata da altri quattro membri dal nome in codice Gemelli, Crono, Atlante e infine Ade) controllava segretamente l'andamento della Brightling utilizzando proprio il chimico ucciso come informatore: motivo per cui Amanda avverte appunto due membri della Supervisione del potenziale pericolo rappresentato dall'analista e da Nikita che è ormai sulle loro tracce ma le ordinano di non ucciderlo finché uno dei due non l'abbia interrogato in carcere per capire come abbia fatto a scoprire un sistema ramificato di finanziamento tanto complesso solo attraverso i mass media. Nikita e Michael arrivano così sul luogo indicato dalle ricerche del loro amico e scoprono che si tratta di una casa privata dove vive un'agente nemico sotto copertura che si fa passare per l'affabile inquilina e che custodisce legalmente moltissime caselle postali intestate a società fittizie ma mentre riescono a rubare le due buste di loro interesse dalla casella nº400, la donna viene uccisa dal suo stesso fucile a pompa dopo un breve confronto fisico con Nikita. In carcere Ryan riceve finalmente la visita di Mida in persona, ovvero Jonathan Gaines l'ex Presidente della SEC e uno degli uomini di punta dell'alta finanza incaricato dalla Supervisione di gestire in borsa i cospicui fondi segreti del Pentagono, il quale gli offre condizioni carcerarie meno dure in cambio della sua compiacente collaborazione: lui però rifiuta e, dopo avergli comunicato che Nikita ha ormai in mano quanto necessario per venirlo a cercare, riesce fortunatamente a salvarsi dall'agguato tesogli da Valdez e viene condotto nell'infermeria. Parallelamente a tale vicenda, Sean sembra essere la talpa di Amanda nella Supervisione quando quest'ultimo incontra in un parco pubblico sua madre, la senatrice Madeline Pierce, comunicandole che non condivide affatto il suo operato riguardo alla sorte di Ryan e che pertanto vuole uscirne fermando i piani di Gaines nonostante lei gli offra proprio il posto di Amanda al vertice della Divisione per serrare i ranghi con persone di specchiata lealtà alla loro causa. Alex intanto si offre di interrogare personalmente Yuri e scopre che Šemak l'ha reclutato nella Gogol sin dai tempi in cui egli rimase orfano del padre, ucciso assieme alle altre guardie del corpo nell'incursione della Divisione alla tenuta degli Udinov, e che solo recentemente gli hanno ordinato di ucciderla in quanto strumento diretto degli americani per riconquistare il controllo dell'impero Zetrov, anche se lei tenta inutilmente di dissuaderlo del contrario raccontandogli la sua verità. Per salvare Ryan da ulteriori tentativi della Divisione di toglierlo di mezzo, Nikita e Michael decidono allora di infiltrarsi nell'infermeria del carcere sotto mentite spoglie ma è troppo tardi perché Roan, travestito da medico, riesce prima del loro arrivo a infilare una dose letale nella flebo del ragazzo e Nikita non può far altro se non assistere impotente alla sua morte apparente promettendogli di finire il lavoro anche per lui. Lo shock emotivo per lei è tale da indurla a procedere da sola e, dopo aver narcotizzato Michael con una tisana in seguito allo scontro a fuoco con Roan in cui è rimasto ferito (anche perché non vuole più coinvolgerlo direttamente dal momento che dovrebbe maggiormente occuparsi di suo figlio), si dirige verso l'abitazione di Gaines, intento a sua volta a lasciare il Paese sotto scorta armata per non compromettere gli altri membri. Tuttavia proprio mentre riesce ad arrampicarsi sul cornicione fino all'attico dell'uomo prendendolo in ostaggio per farsi rivelare quei nomi, Sean irrompe nella stanza assieme alla squadra di Roan e non esita a ucciderlo non appena quest'ultimo accusa sua madre: Nikita riesce a salvarsi dalla tremenda sparatoria che ne segue solamente grazie a Michael e al suo fucile di precisione, il quale poi ovviamente si arrabbia moltissimo con lei a missione terminata. L'uccisione dell'uomo è stata abilmente coperta agli occhi dei media ma Sean avverte sua madre dell'imminente pericolo e che provvederà personalmente a proteggerla prima di tornare per sempre all'Accademia della Marina; alla Divisione intanto Amanda comunica ad Alex che Yuri sarebbe stato eliminato, ordinandole inoltre di restare provvisoriamente alla Divisione in modo tale da garantire la sua incolumità da ulteriori attacchi della Gogol, mentre invece tiene rinchiuso Ryan nelle profondità della struttura dopo aver simulato la sua morte per costringerlo a lavorare per lei nell'intento di eliminare definitivamente sia Percy che la Supervisione avvalendosi delle sue incredibili capacità di analista.

## London Calling
- Titolo originale: London Calling
- Diretto da: Jeffrey Hunt
- Scritto da: Kalinda Vazquez

### Trama
Birkhoff compra un nuovo rifugio in un ampio ufficio di un grattacielo di Manhattan mentre Michael decide finalmente di andare a Londra per rivedere Cassandra e suo figlio Max, ma quando raggiunge la casa della donna rimane colpito dalla presenza di un altro uomo nella loro vita di nome Nigel. Michael si fa progressivamente intenerire dal suo rapporto con Max e decide di buon grado di accompagnarli a fare una tranquilla passeggiata al parco quasi fossero una normale famiglia, Nikita e Birkhoff si accorgono però attraverso l'analisi delle telecamere del traffico che vengono pedinati da tre uomini su lati diversi rispetto alla loro posizione: Michael riesce dunque a proteggerli, neutralizzando i tre malintenzionati dopo un breve scontro armato, ma viene poi a sapere che Cassandra è sotto la minaccia del generale bielorusso Tupelov che l'accusa di essere la diretta responsabile della morte del Presidente mentre nel frattempo Nikita si preoccupa e prende il primo aereo per Londra. Alla Divisione, Alex si sveglia di soprassalto da un incubo riguardante la liberazione di Percy e viene convocata da quest'ultimo per offrirle la possibilità alternativa di poter ottenere 100.000 dollari a titolo gratuito su un proprio conto corrente per poter avviare in completa autonomia la sua vendetta personale contro Šemak in cambio di un favore: un full transfer bancario del suo cospicuo conto corrente dalla Luxembourg Banque Rocher al paradiso fiscale offshore del Banco Islas, utilizzando un pc della sezione beni confiscati nel sub-livello 8 non collegato ai normali server per non farsi scoprire da Amanda.
Intanto Michael fa la conoscenza di Nigel il mattino seguente, anche se entrambi nutrono sospetti reciproci misti fra gelosia e diffidenza, e quando incontra Nikita per strada si reca assieme a lei al Tovarish Café nel quartiere di Tottenham minacciando il generale di lasciare in pace Cassandra dopo aver messo fuori combattimento le sue guardie del corpo. Quando tornano nella casa della donna ricevono così l'ennesima telefonata di Tupelov che afferma di averla rapita per avere in cambio 200 milioni di dollari che gli spetterebbero di diritto: grazie a Birkhoff riescono dunque a raggiungerla tracciando il segnale del suv che l'ha seguita fino alla scuola di Max nella brughiera a ovest della capitale nonostante Nikita nutra seri dubbi riguardo all'onestà di Cassandra. Nel magazzino della Divisione, Alex riesce a rubare alcune impronte digitali e a eludere la sorveglianza delle ronde ma viene scoperta da Sean mentre è intenta a iniziare l'operazione: il "boyscout" decide di coprirla di fronte alle guardie ma tenta inutilmente di sedurla per fare in modo che lei si fidi e possa utilizzarla come esca per arrivare a Nikita, tuttavia a loro insaputa il completamento del trasferimento ha avvisato in tempo reale un custode di Percy residente in Francia che di conseguenza riceve l'ordine di attivare il protocollo secondario.
Nella campagna inglese Nikita e Michael stanno tentando di infiltrarsi nel capanno dov'è tenuta in ostaggio Cassandra ma lo scontro a fuoco incrociato con gli uomini del generale fa perder loro del tempo prezioso perché, dopo averle somministrato un cocktail di farmaci, altri due bodyguard la stanno caricando su un'auto per simulare un incidente d'auto scaraventandola giù dalla scarpata: lei riesce a salvarsi in tempo e dopo averli neutralizzati rivela a Michael e Nikita che lavorava sotto copertura in Bielorussia per i servizi segreti dell'MI6 da quando la reclutarono durante il suo periodo universitario e che il suo supervisore diretto è proprio Nigel. Una volta tornati a Londra però i forti sospetti di Nigel si concretizzano nella cattura dell'uomo per poterlo interrogare anche se Nikita e Cassandra escogitano un brillante stratagemma per liberarlo dopo che l'agente inglese ha però dedotto che Max è in realtà il figlio del suo prigioniero: Cassandra intanto si dirige al Tovarish Café assieme a Nigel chiedendo il suo aiuto per liberarsi una volta per tutte del generale ma, dopo averlo ucciso, quello che lei non sospetta minimamente è che anche Nigel è al corrente dell'esistenza dei soldi e non esita a sparare anche a lei. L'intervento di Nikita è provvidenziale per salvarle la vita e, dopo aver ucciso Nigel e guardato con un misto di tenerezza e sconforto Michael che soccorre Cassandra, decide di convincerlo a restare con suo figlio nonostante il loro amore e la distanza che li separerà in modo tale che lui poi non abbia rimpianti nel prossimo futuro.

## Scambio alla pari
- Titolo originale: Fair Trade
- Diretto da: Nick Copus
- Scritto da: Carlos Coto

### Trama
Birkhoff avvicina in un bar della capitale l'assistente personale della senatrice Pierce (nome in codice Gemelli) Allyson Page e facendo uso delle sue migliori doti di seduttore riesce a infilare in uno dei due caffè un microsegnalatore GPS in modo tale che, una volta da lei ingerito, la senatrice possa essere localizzata in qualsiasi momento; Nikita intanto, utilizzando i dati sulla scatola nera riguardanti Operazione Fair Trade, provvede a sbancare la Supervisione dei fondi da 80 milioni di dollari (inizialmente destinati all'Africa e poi dirottati su un conto segreto mediante la conversione in titoli al portatore) e costringe così, al fine di conoscerne i nomi, la senatrice a organizzare una riunione con gli altri 3 membri superstiti per trasferire il resto dei soldi al sicuro. Nei sotterranei della Divisione, Alex è intenta a consultare alcune mappe per verificare di persona le informazioni sulla dimora di Šemak che Percy le ha fornito e decide finalmente di vendicarsi infiltrandosi da sola in Russia utilizzando la sua vecchia identità di prostituta clandestina (Sasha), nonostante Sean insista nel volerle fornire il suo appoggio dalla Divisione e le regali come portafortuna l'orologio di suo padre che ha trovato nell'archivio reperti. La riunione segreta della Supervisione si svolgerà in un bunker sotterraneo dell'hotel di lusso Graybrier ma mentre Birkhoff esterna le sue preoccupazioni a Nikita riguardo all'ancor scarsa preparazione della missione condizionata dall'assenza emotiva di Michael, Amanda e Sean tornano sempre più ai ferri corti quando lei l'accusa di voler unicamente proteggere sua madre quando lui decide in completa autonomia di spostare il luogo inizialmente previsto. Alex intanto ha trovato lavoro nel night-club gestito da un russo di nome Boris e conosce Oksana, la quale capisce subito che Alex non si comporta esattamente come una vera russa che viene dalla strada: tutto sembra andare per il meglio finché, mentre viene costretta da Boris a ballare la lap-dance per un facoltoso cliente, la polizia non fa irruzione nel locale e arresta tutte le ragazze clandestine che dovranno dunque essere rimpatriate.
Quando la senatrice Pierce arriva all'hotel sotto imponente scorta armata, Sean si accorge che Birkhoff e Nikita stanno spiando le loro mosse e sembra sempre più guardingo anche perché Nikita, per infiltrarsi attraverso il vecchio condotto di ventilazione della lavanderia dietro alle cucine che porta ai sotterranei, non esita a neutralizzare un'ignara event coordinator dell'albergo e a prendere il suo posto: arrivata 60 metri più sotto, Nikita riesce allora a fotografare il secondo e terzo membro della Supervisione (nomi in codice Crono e Atlante) ma Sean viene avvertito in tempo dalla Divisione della sua presenza e decide di interrompere bruscamente una riunione che non è nemmeno iniziata. Nikita fugge via verso il punto di estrazione concordato inseguita da Sean per le strade vicine e solo un brillante stratagemma che attira l'attenzione di tre poliziotti che fermano Sean riesce a salvarla, tuttavia ancora che il suo amico Birkhoff è stato circondato e facilmente catturato nella sua Maserati dagli agenti della Divisione che hanno individuato la sua posizione grazie a Sonya non appena si è connesso a un altro nodo wireless dell'hotel. Non appena si rende conto che il suo amico è stato condotto alla Divisione per essere interrogato brutalmente da Amanda per farsi rivelare dove sono nascoste lei e la scatola nera, Nikita viene attanagliata dalla disperazione e decide di chiamare al telefono Michael che è rimasto a Londra con Max e Cassandra, il quale le suggerisce di sacrificare la scatola nera di Percy nelle loro mani per ottenere la sua liberazione: mentre Amanda non ha finora esitato a spappolare la mano destra a Birkhoff a suon di martellate per indurlo a cedere e a infilargli un ago cranico attraverso il naso per distruggergli il cervello, Nikita la contatta prima che sia troppo tardi e le propone lo scambio a condizione che sia proprio Sean, il figlio della senatrice e ufficiale della Marina militare appartenente alla squadra d'élite dei SEAL, a condurlo da lei tra la 28ª e la 3ªstrada a Manhattan, altrimenti avrebbe diffuso in tempo reale sulla Rete tutti i dati più scottanti contenuti nella scatola nera. Nell'ora successiva, un taxi pagato da Nikita porta dunque i due uomini fino al sesto piano di un parcheggio situato sulla 51ª vicino a Park Avenue ma la Divisione non riesce a intercettare la posizione di Sean perché Nikita ha hackerato il transponder del veicolo interferendo con il loro segnale: al momento dello scambio, Birkhoff fugge dunque verso l'elicottero sul tetto dell'edificio ma non appena il "boyscout" distrugge a colpi di pistola la scatola nera per eliminare i segreti che coinvolgono sua madre, Nikita gli spara al giubbotto antiproiettile e lui non riesce dunque a impedire il decollo dei due fuggiaschi.
Nel frattempo, Alex e le altre ragazze sono atterrate all'aeroporto di San Pietroburgo ma vengono condotte dall'agente doganale corrotto che le ha arrestate a New York fino a un furgoncino dove le aspettano due uomini che lavorano per il mercato nero della prostituzione: dopo averli uccisi tutti e tre in un conflitto a fuoco, Alex si fa lasciare dalle ragazze a ridosso di un ponte della città dopo aver dato loro un bel po' di soldi necessari per rifarsi una nuova vita.
Tornati sani e salvi all'attico del nerd, Nikita informa allora Birkhoff che sarebbe andata a trovare Owen per scovare assieme a lui le altre scatole nere mancanti non senza prima aver messo a sua disposizione quel software a comando vocale che usava assieme ad Alex per le loro comunicazioni segrete; Amanda è ovviamente furente con Sean per la perdita della scatola nera mentre la senatrice ordina a suo figlio di usare la giovane Udinov come esca per arrivare a Nikita: il "boyscout" la chiama dunque al cellulare per sincerarsi che la sua missione proceda nel modo corretto, offrendole ancora una volta il suo supporto nel caso si trovasse improvvisamente nei guai ma ciò che Alex non sospetta minimamente è che Sean sta segretamente tracciando la sua posizione attraverso un localizzatore celato all'interno dell'orologio che le aveva restituito.

## Custodi
- Titolo originale: Guardians
- Diretto da: Dwight Little
- Scritto da: Albert Kim

### Trama
Owen e Ari Tasarov sono sulle tracce del custode di Percy a Colmar in Alsazia assieme a una squadra d'assalto della Gogol ma quando fanno irruzione nella sua abitazione sono sorpresi nel trovarla vuota dal momento che all'uomo era già stato ordinato di attivare il protocollo secondario (ovvero abbandonare la posizione attuale a difesa della scatola nera e dirigersi in una nuova località segreta in attesa di ulteriori istruzioni): per tale motivo Tasarov non sembra affatto contento riguardo al modo di procedere di Owen e intende rivedere il loro contratto di mutua collaborazione se non porta a compimento i risultati desiderati entro breve tempo (di fatto il reperimento e la distruzione delle scatole nere che Percy ha creato attraverso l'hardware Excalibur e la conseguente eliminazione dei loro custodi). Tornato nel suo appartamento in città a mani vuote, riceve la visita senza preavviso di Nikita la quale, mentre gli chiede di aiutarla al fine di ottenere una nuova scatola nera, lo accusa subito di voler collaborare con Tasarov che la vuole morta ma l'uomo si scusa con lei e afferma invece di doversi solo servire delle sue risorse per poi distruggere successivamente anche la Gogol una volta che il suo scopo è stato raggiunto. Alla Divisione, Amanda e Sonya intanto si accorgono che Alex è sparita e non appena ne deducono che è tornata in Russia per cercare vendetta contravvenendo a degli ordini diretti, Amanda capisce subito che dietro questa geniale manipolazione ci può essere solo Percy e decide allora di spogliarlo di tutti i privilegi ottenuti fino a quel momento se non le rivela quello che ha comunicato alla ragazza e soprattutto per quale oscuro motivo l'avrebbe costretta a mettere a repentaglio la sua vita senza l'adeguato supporto della Divisione.
A San Pietroburgo Alex si reca da un mercante d'armi di nome Andrei Abramov e, dopo aver messo fuori combattimento le sue guardie del corpo che la credevano una semplice turista straniera da rapinare, ottiene da lui con la forza e tanti soldi il piccolo arsenale che le serve per raggiungere con un mezzo di fortuna i sobborghi di Mosca dove si trova la tenuta dove abitava da piccola e che venne rasa al suolo ai tempi dell'Operazione Pale Fire. Nel frattempo Nikita è l'ospite gradita di Owen per tutto il tempo necessario e riesce anche a convincerlo quando gli spiega che sta rischiando troppo in un gioco troppo grande per lui ma il custode, Patrick Miller, ormai si è nascosto e attende ordini da Roan che sta decifrando il cruciverba con le coordinate segrete di Percy e che poi gli comunicherà che dovrà incontrarsi con gli altri suoi omologhi ad Amsterdam.
Alex ha dunque raggiunto in camion la foresta di Pimsky, 60 miglia alle porte di Mosca, e una volta scesa dal veicolo si intrufola da nord attraverso il bosco circostante verso l'enorme villa Udinov ora abitata da Šemak: però incappa in un banale allarme perimetrale e per non essere scoperta dalle ronde, è costretta a simulare il passaggio di un coniglio e ad arrampicarsi su un albero utilizzando una corda che poi le cade; una volta passato il pericolo però è lei stessa a cascare dall'albero e a finire contro un piccolo masso che le procura una forte contusione e un gran mal di testa che la fa svenire e come in una sorta di flashback, sogna suo padre Nikolai che sette anni prima la spronava ad andare avanti con coraggio e a fare appello alle sue sole forze (mentre Šemak rimprovera Tasarov per gli scarsi successi ottenuti e gli ordina come priorità di ritrovare e non distruggere per il momento le scatole nere quando viene a sapere dei contenuti scottanti di quei misteriosi oggetti che potrebbero seriamente comprometterlo, certo non immagina che Alex si trova solo a pochi chilometri di distanza da lui pronta a ucciderlo). Owen e Nikita tornano all'abitazione di Miller per trovare utili indizi ma non trovano nulla se non una possibile pista che potrebbe condurli allo specialista in chimica farmaceutica che rifornisce periodicamente il custode della sua "terapia" attraverso il mercato nero e allora Nikita lo incarica di tornare alla Gogol per scoprire dove potrebbe trovarsi: grazie a un supercomputer che incrocia i dati di ricerca fra di loro, i russi vengono allora a sapere che si tratta del professor Werner Christinger dell'Istituto di Tecnologia di Basilea (CH) ma Owen si scontra con Tasarov non appena costui decide di inviare al suo posto una squadra d'assalto proveniente dalla Germania e così decide di avvertire sia Nikita che Michael finché non viene scoperto e catturato dalla Gogol nella strada sottostante alla sede centrale. Nikita raggiunge il laboratorio del professore nella città svizzera e quando nota che il custode è arrivato anch'esso per ritirare i suoi farmaci, non esita a farsi consegnare la scatola nera che possiede: tuttavia Miller uccide subito il professore e ingaggia una sparatoria con lei finché non interviene anche la squadra d'assalto della Gogol che li costringe a coalizzarsi fra loro per avere una possibilità di fuga, presto bloccata dall'arrivo delle teste di cuoio della polizia che li arresta entrambi dopo aver sequestrato armi e scatola nera per condurli su un cellulare fino a Zurigo. Mentre la Gogol ha richiesto a Tasarov una nuova squadra per intercettarli lungo la strada, Nikita tenta inutilmente di convincere Miller a disertare chiedendogli se sapesse cosa significasse proteggere i malvagi segreti di Percy contenuti nella scatola nera a costo della propria vita ma lui si intanto si è liberato grazie a un coltello nascosto nel tacco della scarpa e tenta allora di ucciderla dopo averle risposto fieramente che ha puntato tutto su un uomo vincente e che lei non sa ancora cosa stia per accadere: la Gogol elimina facilmente i due poliziotti della scorta e ribalta il mezzo con un lanciarazzi ma solo l'intervento di Michael per aiutare Owen a terminare la squadra d'assalto riesce a liberarla ma sfortunatamente di Miller non vi è più traccia. Una volta tornati all'appartamento di Owen a Colmar, i tre amici decidono allora di dividersi i compiti non potendo contare momentaneamente sull'aiuto a distanza di Birkhoff e così, mentre Nikita avrebbe seguito Tasarov fino in Russia attraverso il localizzatore che Owen aveva piazzato nella sua elegante berlina per riprendersi la scatola nera che sta per essere consegnata a Šemak, Owen e Michael avrebbero tracciato insieme l'itinerario del custode per raggiungere il punto segreto d'incontro grazie al laptop di Miller occultato alla polizia in precedenza. Nel frattempo Alex, dopo aver avuto un altro flashback che la riporta ai tempi in cui giocava a pallone con Yuri mentre l'uomo e suo padre discutevano sull'opportunità di coinvolgere o meno gli americani negli affari della Zetrov, si infiltra in casa sua attraverso il montacarichi del seminterrato e scopre con grande stupore in una delle stanze del piano superiore che sua madre Katja è ancora viva e vegeta (come infatti afferma Percy di fronte ad Amanda dalla sua prigione sotterranea, tutto il quadro generale non si presenta mai come si pensa che sia anche di fronte a una ragionevole certezza).

## Operazione Pale Fire
- Titolo originale: Pale Fire
- Diretto da: Deran Sarafian
- Scritto da: Kristen Reidel

### Trama
Nikita arriva in Russia grazie al localizzatore GPS inserito nella berlina di Ari Tasarov e rivede la villa degli Udinov che le fa tornare in mente l'Operazione Pale Fire di sette anni prima che prevedeva l'eliminazione della famiglia di Alex; la ragazza infatti rivedendo la madre confessa di averla creduta morta e le promette allora che la farà fuggire da lì e che si vendicherà del male compiuto da Šemak alla sua famiglia, ma vengono interrotte proprio da lui che entra nella stanza di Katja mentre Alex si è nascosta nel vano del montacarichi e le fa assumere delle pillole tranquillanti. Alex decide allora di creare un piano per portare in salvo la madre e recandosi nella sala centrale del generatore decisa a far saltare la corrente incontra con grande sorpresa proprio Nikita: dopo una breve lite, le due decidono di lavorare assieme nel recupero della scatola nera per poi scappare con l'auto di Tasarov dopo aver messo fuori uso tutte le altre per non essere inseguite dalla Gogol.
Intanto ad Amsterdam Michael e Owen discutono dei vari problemi tra cui quello di avere una famiglia o peggio un figlio in una vita come la loro mentre sono intenti a cercare un custode per seguirlo e trovare il punto d'incontro con gli altri: dopo quattro tentativi falliti in altrettanti hotel di lusso, Owen individua uno di essi, Jeff Shole, mentre sono intenti a bere un caffè in un bar e pertanto decidono di pedinarlo fino a un vicolo dove, dopo una difficoltosa colluttazione, riescono a ucciderlo e a impossessarsi dell'indirizzo di una lavanderia scritto su un biglietto del Seranggracht Hotel ove ritirare delle camicie per le sette di sera. Alla Divisione Amanda continua a torturare Ryan dal quale vuole scoprire il modo di porre fine alla Supervisione e quando lui tenta di giustificarsi ammettendo di non sapere grandi cose sui suoi membri, Amanda decide allora di drogarlo e poi di portarlo a parlare con Percy nella stessa cella, a meno che quest'ultimo non voglia finire in coma farmacologico in caso di rifiuto: Ryan ha dunque un'interessante discussione assieme a lui dalla quale capisce appunto che Percy ha da sempre controllato la Supervisione ma che l'Operazione Pale Fire è stata l'inizio della fine della sua ascesa al potere (ovvero quando Šemak decise di interrompere bruscamente i rapporti di collaborazione finanziaria con lui e la Supervisione dopo averlo aiutato a prendere il controllo della Zetrov, ottenendo invece la cruciale diserzione di Nikita che disobbedì per la prima volta ai suoi ordini rifiutandosi di uccidere bersagli civili innocenti), nonostante gli riveli che ha elaborato un geniale piano di fuga per riprendersi la Divisione.
In Russia Tasarov viene improvvisamente informato da Abramov mentre è intento a decrittare la scatola nera di Percy che Alex è entrata nel Paese e che le ha procurato delle armi e allora avverte subito Šemak del potenziale pericolo, intuendo la possibilità che il falso allarme perimetrale potesse essere opera sua. Nikita neutralizza una sentinella dopo aver registrato sul telefono la sua voce per non saltare il prossimo controllo e insospettire la sorveglianza che frattanto è stata rafforzata, ma Alex viene catturata dagli uomini di Tasarov quando ritorna da sua madre e interrogata da Šemak che le chiede perché Percy abbia voluto risparmiarle la vita: Alex spiega loro che fu Nikita e non Percy a salvarla e che ora vuole vendicarsi di lui dopo aver in parte contribuito in modo tale che Percy venisse rinchiuso in una cella di vetro. La giovane Udinov viene allora portata via dagli uomini di Tasarov per essere trasferita altrove ma il suo viaggio in auto ha breve durata perché Nikita li uccide tutti e la porta in salvo anche se ferita durante lo scontro a fuoco e pertanto decide di ritornare da sola nella villa per salvare Katja dopo averle lasciato un secondo cellulare per comunicare a distanza. Quando però la prega senza troppi complimenti di scappare con lei pure Nikita si accorge che Šemak le ha fatto il lavaggio del cervello non sapendo che è stato proprio quest'ultimo a ordinare a Percy di far capitolare la sua famiglia e che fu proprio lei stessa a uccidere suo marito: Katja non vuole ascoltare altre scuse e, dopo aver detto a Nikita che intratteneva da tempo una relazione segreta con Šemak, chiama le guardie in suo soccorso. Nikita tenta di aprirsi un varco per la fuga a suon di proiettili infilandosi nel montacarichi fino al seminterrato dove l'aspetta Alex, che avendo ascoltato la discussione con la madre attraverso il cellulare acceso, decide di salvare l'amica e di abbandonare Katja al suo destino (anche se lei chiede poi con insistenza a Šemak di non ucciderle la figlia nonostante si sia messa contro di lui).
Giunti di fronte alla lavanderia, Michael e Owen ascoltano tramite una cimice il messaggio in codice dei custodi Miller e Clerk e allora Michael, in possesso della scatola nera del custode ucciso, partecipa all'incontro nel seminterrato sul retro del locale fingendo di essere anch'egli un ripulitore avendo ricevuto come gli altri una scatola bianca confezionata: dopo non molto tempo si vede costretto a dover verificare con successo la sua identità biometrica ma viene scoperto quando Roan, la talpa all'interno della Divisione agli ordini di Percy, impone loro come protocollo standard di sicurezza di verificare a turno la propria identità attraverso la foto dei falsi passaporti assegnati per dirigersi a New York entro due giorni (ma tutto si risolve per il meglio poiché Owen corre in suo aiuto e fuggono insieme in auto fino a Bruxelles dopo aver distrutto due scatole nere inutilmente inseguiti dai custodi). Owen e Michael capiscono allora che i custodi sono stati da sempre l'unica speranza di Percy e avvertono di conseguenza Nikita del folle piano, poiché se costui fosse morto le scatole nere in loro possesso sarebbero state uploadate ma se fosse stato catturato allora avrebbero avuto il compito di liberarlo immediatamente. Nikita e Alex sono intanto tornate a casa sane e salve e di conseguenza si riappacificano mettendo da parte le loro divergenze passate: Alex ha una forte nostalgia dei tempi felici della sua infanzia e Nikita cerca allora di farle coraggio spiegandole che Katja è stata ingannata da Šemak anche se le vuole ancora bene e che non deve rinunciare a lei nonostante la sua scelta sconsiderata, concedendole quindi un'altra possibilità per redimersi.

## Sotto attacco
- Titolo originale: Sanctuary
- Diretto da: Steven Adelson
- Scritto da: Andrew Colville

### Trama
La Supervisione ormai vede in Nikita un nemico di cui sbarazzarsi il più presto possibile, poiché il suo obiettivo è eliminare la Divisione e con essa anche la Supervisione. Intanto Birkoff informa Nikita sugli ultimi sviluppi della missione aggiungendo che presto arriverà Micheal ad aiutarli; inoltre, Birkoff, aggiunge di aver sorpreso Alex mentre prendeva i suoi antidolorifici. Così Nikita decide di chiedere spiegazione ad Alex. Quest'ultima confessa di aver preso gli antidolorifici per cercare di dimenticare il dolore che provava dopo aver scoperto che la madre aveva una relazione con l'uomo che ha ucciso la sua famiglia. Nikita ammette a sua volta che anche lei una volta aveva provato le stesse emozioni, e che solo grazie a una donna di nome Carla che è riuscita a tornare a galla; finché questa donna non l'abbandonò a sé stessa. Ancora oggi Nikita non si Spiega il motivo per cui la donna scappò. Intanto alla Supervisione, i componenti discutono dei principali problemi che la Divisione non è riuscita a risolvere, notando anche che il potere della Divisione è troppo, ed è quindi tempo di avviare il progetto "Tabula rasa". Alla Divisione Amanda dopo aver discusso con Percy capisce che entro la fine di giornata Percy tenterà di scappare. Mette così in allerta la Divisione. Aspettando soluzioni per la missione Nikita e Alex discutono di varie cose tra cui il rapporto tra Nikita e Micheal e la missione in Bielorussia. Dopo l'intervento di Birkoff si rendono conto che i ripulitori non agiscono in proprio ma che sono in qualche modo comandati da Percy; la cosa risulta davvero improbabile poiché Percy è rinchiuso in una cella a 90 metri sottoterra. Alex capisce che i ripulitori agiscono per conto di Percy dopo che lei aveva utilizzato dei fondi di Percy. Micheal tornato da Londra viene accolto dal resto del team con felicità, mentre con Nikita decide di risolvere la loro questione in sospeso. Mentre i due discutono, fuori dall'abitazione Sean Pierce si prepara ad abbattere Nikita con un fucile di precisione; ma i suoi piani vanno in fumo grazie all'intervento di Alex, e dopo anche Micheal e Nikita, che ferma attaccando Pierce prima che quest'ultimo prema il grilletto. Sean viene portato dentro l'abitazione dove viene interrogato. Il team scopre che Sean è senza una squadra di supporto e che attraverso la cimice inserita nell'orologio di Alex è riuscito a seguire le loro tracce. Sean si scusa con Alex e dicendole che tutto ciò l'ha fatto per lei, per salvarla. Alex si convince delle parole dell'uomo convincendo il resto della squadra a non farlo fuori; anche Nikita la pensa come lei poiché non si dovrebbe parlare con gli amici ma trattare con i nemici. Intanto Amanda, con il supporto della Supervisione, decide di mandare in coma Percy, così che diventi inoffensivo. Intanto nella Divisione Roan piazza alcuni esplosivi pronto a far fuggire Percy. Dopo aver scoperto che nel cellulare di Sean c'era una cimice, il team Nikita cerca di scoprire quali sono i piani della Supervisione; grazie a Sean scoprono che si tratta del progetto "Tabula rasa" cioè distruggere la Divisione e mettere così fine ai suoi crimini. I ripulitori ormai sono quasi arrivati al loro obiettivo. Mentre la Supervisione sta mettendo in atto la missione la senatrice Pierce riceve una chiamata da Nikita che la costringe ad annullare il progetto altrimenti uploaderà la scatola nera. Durante la discussione si sentono degli spari, infatti i ripulitori sono giunti alla Supervisione e pronti a utilizzare il comando a distanza se Amanda non libera Percy.

## Tabula rasa
- Titolo originale: Clean Sweep
- Diretto da: Brad Turner
- Scritto da: Kalinda Vazquez

### Trama
I ripulitori danno un ultimatum ad Amanda costringendola a consegnarli Percy, oppure attueranno il piano "Tabula rasa". Amanda crede di aver trovato una falla nel piano di Percy e va di persona a controllare: giunta davanti alla porta del sistema di ventilazione trova la bomba impiantata da Roan, agente fedele a Percy. Anche il team di Nikita, dopo aver ascoltato la discussione attraverso il cellulare della senatrice Pierce (rimasto acceso dopo la discussione interrotta con Nikita), decide di salvare le tante vite umane della Divisione. Alla missione si aggiunge Sean Pierce poiché intenzionato a proteggere la madre, e inoltre a conoscenza del luogo dove si trova la Supervisione. Amanda offre l'opportunità a Percy di fuggire e non tornare mai più alla Divisione, se solo le consegnerà il comando a distanza. Poiché l'unico modo di disattivare i comandi nella Divisione è entrare e tagliare i fili, Alex decide di farlo poiché è ancora neutrale per la Divisione. Nella base della Gogol, Ari Tasarov continua le sue ricerche per trovare il posto dove i due ripulitori si sono diretti. Lo scopo di Ari Tasarov è quello di impossessarsi delle scatole nere, ma fa credere al suo capo di dover ritrovare le scatole poiché contenenti segreti su Alex. Amanda ormai è alle corde e dopo un ultimo tentativo si vede costretta a liberare Percy. Gli ostaggi vengono spostati nello studio e la senatrice, per far capire al figlio dove si trova, toglie il cellulare dalla tasca, ma le cade accidentalmente; il custode, vedendolo, lo distrugge. Alla divisione Amanda, dopo aver effettuato lo scambio con Percy, si avvia nel suo studio dove attraverso un telefono criptato parla con una persona a lei cara. Ormai il team Nikita è giunto fuori dall'abitazione che ospita la Supervisione, aspettando il momento giusto per entrare in azione. Mentre attendono, un'agente ancora vivo cerca di prendere la pistola a terra, ma interviene Sean che, per non farsi sentire dai custodi, uccide l'uomo a mani nude; ciò nonostante, durante il combattimento cade accidentalmente un vaso. Sentito il rumore fuori dall'abitazione uno dei due custodi si avvia fuori, trovando il corpo ancora agonizzante dell'agente e, così credendo che fosse stato lui, lo uccide. Alla Divisione Amanda riceve la visita di Alex che, per poter scollegare i cavi elettrici, le confessa che sua madre Katia è ancora viva. Percy durante il trasferimento cerca di convincere gli agenti in auto che a lui debbono la vita ed è grazie a lui se ancora sono vivi; vedendo però dell'ostilità, grazie a una pistola nascosta sotto il sedile, li uccide. Amanda, dopo aver capito che tutti gli agenti sono morti per mano di Percy, confessa ad Alex che nella Divisione c'è una spia per conto di Percy che lo sta aiutando, e lei punta il dito contro Roan, chiedendo ad Alex se lo potrebbe seguire per vedere le sue mosse. Intanto Percy si sta avviando alla Great House, dove i componenti della Supervisione sono in ostaggio. Qui si stanno dirigendo anche gli uomini di Tasarov, il quale stava indagando sui due custodi. Percy, arrivato a destinazione, viene preso alle spalle da Nikita, che lo incita a far ritirare i suoi uomini. Percy cerca di creare delle divergenze tra i componenti della squadra di Nikita, parlando dei punti deboli di ciascuno. Mentre la situazione diventa sempre più tesa, Nikita riceve una chiamata da uno dei custodi, che verifica affinché Percy sia vivo. Cerca a questo punto di far saltare il piano di Percy, ma quest'ultimo ordina al custode di risparmiare la senatrice, uccidendo però il resto degli ostaggi. Alex, dirigendosi verso il generatore, trova Roan che cerca in ogni modo di intralciare Alex. Quest'ultima riesce a farli fuggire, ma durante la fuga perde il cellulare che avrebbe disconesso il comando a distanza, così si vede costretta a procedere manualmente. Percy rinegozia la sua offerta di pace con Nikita attraverso uno scambio: la senatrice Pierce per il comando a distanza. Durante lo scambio intervengono però gli uomini di Tasarov, che hanno l'ordine di uccidere tutti. Durante la sparatoria Percy attiva il comando a distanza: ora l'unica speranza si trova nelle mani di Alex che, grazie all'aiuto di Birkoff, riesce a scollegare i fili. Mentre Sean e Micheal rimangono fuori, Nikita si avvia dentro la casa per salvare la senatrice. Dopo averla tratta in salvo, il team chiama Amanda per verificare che il comando sia distrutto. Amanda, alla notizia che i componenti della Supervisione sono morti, si finge dispiaciuta e inoltre decide di dividere ogni contatto con la senatrice. Percy, con il suo team riunito, e dopo aver scoperto che la Divisione è ancora in piedi, decide che sarà una questione secondaria. Per ringraziare Nikita, la senatrice decide di ripulire la sua fedina penale. Da par suo Amanda, dopo essere compiaciuta della buona riuscita del piano, torna nel suo ufficio dove continua a interloquire con l'utente sconosciuto; presto si scopre che si tratti di Ari Tasarov, con cui sta pianificando un piano per il futuro di Alex.

## Disertori
- Titolo originale: Rogue
- Diretto da: Marc David Alpert
- Scritto da: Carlos Coto

### Trama
Percy uccide un detective davanti a un bar, firmando l'omicidio con il nome di Nikita. Alex, giunta a casa di Birkhoff, discute con Nikita della strana offerta di Amanda riguardo alla sua missione in Russia; il consiglio di Micheal è quello di vedere prima di cosa si tratta, e poi declinare l'offerta; Nikita non si sente però in grado di chiedere una cosa del genere ad Alex. Dopo pochi minuti, Alex si vede costretta ad andare via poiché Amanda la tiene sotto controllo. Intanto Nikita riceve, grazie a Birkhoff, la notizia di essere sui media a causa dell'omicidio. Lei non capisce il perché di tutto ciò, anche perché Percy vuole ancora la Divisione, e non di certo la esporrebbe a pericoli. Percy intanto chiama la senatrice Pierce, che a sua volta chiama Nikita affinché rintracci la chiamata di Percy. Il suo scopo è minacciare Nikita di uccidere una certa donna di nome Karla, che a quanto pare sembra averla tradita. Le due erano molto intime: fu proprio grazie a Karla, se Nikita uscì fuori dal tunnel della droga. Ancora oggi la ragazza crede di doverle la vita, così cerca di contattarla grazie anche all'aiuto della senatrice. Intanto Amanda e Alex stanno perfezionando il loro piano di Amanda, ovvero far dichiarare ad Alex di essere la figlia, che si credeva fosse morta, di Udinov. Finalmente Micheal e Nikita, dopo tante ore di attesa, ricevono la chiamata di Karla. Si dirigono quindi verso il punto d'incontro: un quartiere malfamato dove vivono i senzatetto (da qui capiscono le pessime condizioni in cui versa la ragazza). Intanto alla Divisione, Sonya, che è assieme ad Alex, riceve l'allarme di uccidere un bersaglio, che altri non è che Karla; Alex, così, avvisa i suoi amici dei piani di Amanda. Nikita cerca di convincere Karla di seguirla; ma questa, non sapendo le notizie degli ultimi cinque anni, crede che lei faccia ancora parte della Divisione. Mentre Nikita cerca di fargli capire ciò che gli è successo negli ultimi anni, arriva il team di Percy che cerca di ucciderla; ma Karla sceglie di consegnarsi spontaneamente per non fare altro male a Nikita. Quest'ultima però ancora non capisce cosa Karla c'entri con la Divisione. In un flashback, si capisce come Nikita fosse stata incastrata dalla polizia: questa fu anche la causa per cui finì nella Divisione. Percy ha intanto un'interessante discussione con Karla, alla quale fa capire che Amanda ha paura di lei; ma la cosa che non capisce è il perché. Intanto Micheal e Nikita trovano un modo per scoprire dove sia Percy. Alex, facendo finta di stare dalla parte di Amanda, trova Percy e lo rivela a Nikita. Nel luogo giungono sia il team di Nikita, sia la Divisione: la battaglia si conclude con la fuga di Percy e il salvataggio di Karla. Durante la fuga, Percy chiama Amanda e la informa che deve temere di più Nikita e non lui. Amanda confessa ad Alex la sua vicinanza, sia nelle future missioni che nella vita reale. Karla narra la verità a Nikita, tra cui il suo dispiacere nel vederla coinvolta nella Divisione e che lei, assieme a Percy, fu la fondatrice della Divisione.